# ثنائي الفوسفان
ثنائي الفوسفان هو مركب كيميائي صيغته P2H4، ويوجد في الشروط القياسية على شكل سائل عديم اللون. ينتمي المركب إلى مجموعة الفوسفانات، وهو يصنف كيميائياً أيضاً ضمن الهيدريدات وهو يناظر الهيدرازين N2H4.

## التحضير
يمكن تحضير ثنائي الفوسفان من حلمهة أحادي فوسفيد الكالسيوم:
{\displaystyle \mathrm {Ca_{2}P_{2}+4\ H_{2}O\longrightarrow 2\ Ca(OH)_{2}+P_{2}H_{4}} }
يحصل من هذا التفاعل على ثنائي الفوسفان بالإضافة إلى هيدريدات أخرى للفوسفور.

## الخواص
يوجد ثنائي الفوسفان في الشروط القياسية على شكل سائل عديم اللون، له انحلالية ضعيفة في الماء، لكنه ينحل بشكل جيد في المذيبات العضوية.
يتفاعل المركب مع ن-بوتيل الليثيوم للحصول على عدد من مركبات متعدد الفوسفان.